# Principio di fase stazionaria
In matematica, il principio di fase stazionaria è un principio di base dell'analisi asintotica, applicata agli integrali oscillatori:
{\displaystyle I(k)=\int _{a}^{b}g(x)e^{ikf(x)}\,dx}
in cui {\displaystyle i={\sqrt {-1}}} e {\displaystyle k\rightarrow +\infty }. Fu introdotto da Lord Kelvin nel 1877.

## Ipotesi
- {\displaystyle x\in R};
- {\displaystyle k} è un numero intero, reale e tendente ad infinito;
- {\displaystyle f} e {\displaystyle g} sono due funzioni reali, continue e lisce (cioè {\displaystyle C^{\infty }}) {\displaystyle \forall x\in R};

## Risultati
- Se {\displaystyle f(x)} non possiede punti stazionari su {\displaystyle a\leq x_{0}\leq b}, integrando per parti si ottiene:

{\displaystyle I(k)\cong {\frac {g(b)}{ikf'(b)}}e^{ikf(b)}-{\frac {g(a)}{ikf'(a)}}e^{ikf(a)}}
- Se {\displaystyle f(x)} è stazionario in un unico punto {\displaystyle a<x_{0}<b}

{\displaystyle I(k)\cong g(x_{0}){\sqrt {\frac {2\pi }{k\left|{f''(x_{0})}\right|}}}e^{i\left[kf(x_{0})\pm {\frac {\pi }{4}}f''(x_{0})\right]}}
- Se {\displaystyle f(x)} possiede un solo punto stazionario corrispondente al limite inferiore dell'integrale {\displaystyle x_{0}=a}

{\displaystyle I(k)\cong {\frac {g(b)}{ikf'(b)}}e^{ikf(b)}+{\frac {1}{2}}{\sqrt {\frac {2\pi }{k|f''(x_{0})|}}}g(x_{0})e^{ikf(x_{0})}e^{i\pm {\frac {\pi }{4}}}}
- Se {\displaystyle f(x)} possiede un solo punto stazionario corrispondente al limite superiore dell'integrale {\displaystyle x_{0}=b}

{\displaystyle I(k)\cong -{\frac {g(a)}{ikf'(a)}}e^{ikf(a)}+{\frac {1}{2}}{\sqrt {\frac {2\pi }{k|f''(x_{0})|}}}g(x_{0})e^{ikf(x_{0})}e^{i\pm {\frac {\pi }{4}}}}